# Itapeva (Minas Gerais)
Itapeva est une municipalité brésilienne de l'État du Minas Gerais et la microrégion de Pouso Alegre.